# 佐瀬寿一
佐瀬 寿一（させ じゅいち、1949年3月30日 - ）は、日本の作曲家。千葉県勝浦市出身。
佐瀬壽一の表記もある。

## 来歴・人物
千葉県立大多喜高等学校を経て日本大学芸術学部放送学科卒業。
放送作家の高田文夫、落語家の古今亭右朝は大学の同窓生である。
学生時代はビートルズのコピーバンドなどをやっており、『勝ち抜きエレキ合戦』にも出演したことがある。
1969年、大学在学中にピオニーズの「消えた想い出」で作詞・作曲家デビュー。このとき印税か買取のどちらにするかと聞かれ、結局3万円の買取契約にしたものの、割と売れたので後悔したという。同時期にヤマハポピュラーソングコンテストで編曲の仕事をし、音楽で生計を立てることに興味を持ち始めた。ヤマハの関係で知り合ったレコードディレクターからずうとるびの曲を作らないかと依頼され、これが本格的な作曲家デビューとなる。その時に書いた2曲は共にシングルA面曲に採用され、1作目の「恋のパピプペポ」がヒットし、2作目の「みかん色の恋」はさらにヒットした。
1972年、「俺は今／駄目なオイラが旅立った」で歌手としてレコードデビュー。
1974年、旧知の高田文夫と、当時佐瀬と同じアパートに住んでいた写真家の浅井鉄雄が共に子供番組『ひらけ!ポンキッキ』のスタッフとして関わっていたことから、同番組の総合プロデューサーであった野田宏一郎を紹介され、その縁で「およげ!たいやきくん」「パタパタママ」など『ひらけ!ポンキッキ』関連の作曲を多数手がけた。「とけいのうた」では歌声も披露している。
自身の作る曲は、テンポが遅くバラード調のものだが、編曲者によるアレンジで、テンポが速く軽やかな曲に仕上がっている。キャンディーズの楽曲「暑中お見舞い申し上げます」がそれに当たる。
1980年以降は「茅 蔵人（かや くらんど）」の別名義でも楽曲制作をしている。なお、茅蔵人は「火薬の島（kayaku-island）」の意で、大爆発するようにと名付けた。
歌詞サイト、ブログなどにおいて、佐藤寿一と誤表記されることも多々ある。

## 主な作品
- * 『ひらけ!ポンキッキ』の楽曲。[8]

|   | タイトル                     | 歌手                                       | 作詞         | 編曲               | 備考                                              |
| - | ---------------------------- | ------------------------------------------ | ------------ | ------------------ | ------------------------------------------------- |
|   | 恋のパピプペポ               | ずうとるび                                 | 岡田冨美子   |                    | 1974年8月                                         |
|   | みかん色の恋                 | ずうとるび                                 | 岡田冨美子   |                    | 1974年11月                                        |
|   | 思い出にだかれて             | 小柳ルミ子                                 | 橋本淳       | 川口真             | 1977年1月                                         |
|   | 恋は紅いバラ                 | 殿さまキングス                             | 千家和也     | 船山基紀           | 1976年9月                                         |
|   | 遅すぎた手紙                 | 殿さまキングス                             | 千家和也     | 船山基紀           | 1976年9月                                         |
|   | パールカラーにゆれて         | 山口百恵                                   | 千家和也     | 船山基紀           | 1976年9月                                         |
|   | 雨に願いを                   | 山口百恵                                   | 千家和也     | 船山基紀           | 1976年9月                                         |
|   | 赤い衝撃                     | 山口百恵                                   | 千家和也     | 馬飼野康二         | 1976年11月                                        |
|   | 走れ風と共に                 | 山口百恵                                   | 千家和也     | 馬飼野康二         | 1976年11月                                        |
|   | 暑中お見舞い申し上げます     | キャンディーズ                             | 喜多條忠     | 馬飼野康二         | 1977年6月                                         |
|   | 東京アパッチ                 | アパッチ                                   | 田中のぶ     | 船山基紀           | 1977年11月                                        |
|   | 恋はタイム・マシーン         | アパッチ                                   | 田中のぶ     | 船山基紀           | 1977年11月                                        |
|   | シンデレラなんかじゃない     | 久木田美弥                                 | 三浦徳子     | 船山基紀           | 1978年3月                                         |
|   | ミスター・グッドバイ         | 久木田美弥                                 | 伊藤アキラ   | 鈴木茂             | 1978年7月                                         |
|   | 想い出泥棒                   | 久木田美弥                                 | 伊藤アキラ   | 鈴木茂             | 1978年7月                                         |
|   | WONDERFUL MOMENT             | 松崎しげる                                 | 三浦徳子     | 小笠原寛／植田芳暁 | 1979年9月                                         |
|   | 冬の星座                     | ザ・リリーズ                               | 佐田桂子     | 萩田光雄           | 1978年4月                                         |
|   | さよならの季節               | ザ・リリーズ                               | 佐田桂子     | 萩田光雄           | 1978年4月                                         |
|   | 初恋スラローム               | ザ・リリーズ                               | 伊藤アキラ   | 林哲司             | 1978年4月                                         |
|   | 一度だけのスキャンダル       | ザ・リリーズ                               | 杉山政美     | 萩田光雄           | 1978年9月                                         |
|   | 恋のマチョマン               | ザ・リリーズ                               | 杉山政美     | 萩田光雄           | 1978年9月                                         |
|   | 後から前から                 | 畑中葉子                                   | 豊兵衛       | 若草恵             | 1980年8月                                         |
|   | 夢まくら                     | 畑中葉子                                   | 豊兵衛       | 若草恵             | 1980年8月                                         |
|   | 稲妻ベイビー                 | サブロー・シロー                           | 森雪之丞     | 青山徹             | 1981年10月                                        |
|   | ブルーメモリー               | 倉沢淳美                                   | 伊達歩       | 大村雅朗           | 1984年5月                                         |
|   | スウィートカレンダー         | 倉沢淳美                                   | 伊達歩       | 萩田光雄           | 1984年5月                                         |
|   | 飛べない鳥へのレクイエム     | 都はるみ                                   | 坂口照幸     | 桜庭伸幸           | 1991年10月                                        |
|   | 未来飛行船                   | 都はるみ                                   | 坂口照幸     | 桜庭伸幸           | 1991年10月                                        |
|   | Dreaming On My Life          | 都はるみ                                   | 田口俊       |                    |                                                   |
|   | もういちど                   | 都はるみ                                   |              |                    |                                                   |
|   | 深夜劇場                     | 都はるみ                                   | 田口俊       |                    |                                                   |
|   | もういちど                   | 都はるみ                                   | 佐藤よしお   |                    |                                                   |
|   | 袖摺坂                       | 中村美律子                                 | 坂口照幸     |                    |                                                   |
|   | 幸福の坂道                   | 新沼謙治                                   | 荒木とよひさ |                    |                                                   |
|   | ラッキーマンの歌             | 八代亜紀                                   | ガモウひろし | 矢野立美           | アニメ『とっても!ラッキーマン』オープニングテーマ |
|   | 恋はブーガ                   | 八代亜紀                                   | 高田ひろお   | 矢野立美           | アニメ『とっても!ラッキーマン』エンディングテーマ |
|   | とけいのうた                 | なぎらけんいち                             | 前田利博     |                    |                                                   |
| * | およげ!たいやきくん          | 子門真人                                   | 高田ひろお   |                    | 1975年                                            |
| * | いっぽんでもにんじん         | なぎらけんいち                             | 前田利博     |                    |                                                   |
| * | てるてるぼうずがあるいたら   | 竹田のぶあき                               | 高田ひろお   |                    |                                                   |
| * | 野菜畑の演奏会               | 子門真人                                   | 高田ひろお   |                    |                                                   |
| * | ママの右手は魔法の手         | なぎらけんいち                             | 高田ひろお   |                    |                                                   |
| * | そらとぶさんりんしゃ         | なぎらけんいち                             | 高田ひろお   |                    |                                                   |
| * | パタパタママ                 | のこいのこ                                 | 高田ひろお   |                    |                                                   |
| * | ホネホネロック               | 子門真人                                   | 高田ひろお   |                    |                                                   |
| * | へんしんロック               | 子門真人                                   | 前川宏司     |                    |                                                   |
| * | ハッスルばあちゃん           | のこいのこ                                 | 高田ひろお   |                    |                                                   |
| * | ふしぎなジーパン             | 竹田のぶあき                               | 高田ひろお   |                    |                                                   |
| * | トランプ村の日曜日           | 竹田のぶあき                               | 高田ひろお   |                    |                                                   |
| * | オイラのてんきよほう         | 石岡ひろし                                 | 高田ひろお   | 佐瀬寿一           | CANYON AP-4003                                    |
| * | メガネかけたでめきち         | 堀絢子、シンガーズ・スリー、タイムファイブ | 高田ひろお   |                    | CANYON AP-4003                                    |
| * | ゆめのドロップ               | 石岡ひろし                                 | 山田とも子   |                    | CANYON AP-4003                                    |
| * | パップラドンカルメ           | 若子内悦郎                                 | 海友彦       |                    | 1978年5月                                         |
| * | なくな!ダメ虫                | MOJO                                       | 海友彦       |                    |                                                   |
| * | サンデーパパ                 | フーコ                                     | 高田ひろお   |                    |                                                   |
| * | ひとりぼっちのスニーカー     | MOJO                                       | 高田ひろお   |                    |                                                   |
| * | ニュートンファミリー         | のこいのこ                                 | 高田ひろお   |                    |                                                   |
| * | こよみをめくってきしゃがゆく | 子門真人                                   | 高田ひろお   |                    |                                                   |
| * | おべんとおべんと             | 橘いずみ、ガチャピン、ムック               | 伊藤アキラ   | 岩田雅之           |                                                   |
| * | ワッショイ祭りっこ           | 山本譲二                                   | 高田ひろお   | 小林信吾           |                                                   |
|   | 牛ちゃんマンボ               | 山崎バニラ                                 | 高田ひろお   |                    |                                                   |
|   | 秋が燃える                   | 石川ひとみ                                 | 岡田冨美子   |                    |                                                   |
|   | 踊れ!たいやきくん            | たいプリ                                   | 高田ひろお   |                    |                                                   |
|   | てるてる坊主はオサムライ     | 小沢亜貴子                                 | 高田ひろお   |                    |                                                   |
|   | 横須賀レイニー・ブルー       | 荒木由美子                                 | 竜真知子     |                    |                                                   |
|   | 魔術師の小夜曲（セレナード） | 荒木由美子                                 | 椿健太郎     |                    |                                                   |
|   | 忘れない                     | 荒木由美子                                 | 竜真知子     |                    | シングル「魔術師の小夜曲（セレナード）」B面       |
|   | 危険な標的（ゲーム）         | 荒木由美子                                 | 竜真知子     |                    | アルバム『L is』                                  |
|   | 幕切れアンコール             | 荒木由美子                                 | うさみかつみ |                    | アルバム『L is』                                  |
|   | 私のいちばん美しい時を       | 片平なぎさ                                 | 藤公之介     |                    |                                                   |
|   | イマージュの翳り             | 中森明菜                                   | 篠塚満由美   |                    | アルバム『プロローグ〈序幕〉』                    |
|   | 銀河伝説                     | 中森明菜                                   | 篠塚満由美   |                    | アルバム『プロローグ〈序幕〉』                    |
|   | 再会の街                     | 新沼謙治                                   | 関ユリヤ     |                    | シングル 作詞：高田文夫と両A面                    |
|   | おとこ唄ひとり               | 新沼謙治                                   | 高田文夫     | 今泉敏郎           | 1993年4月                                         |
|   | 瑠璃色の夜へ                 | 中森明菜                                   | 来生えつこ   |                    | アルバム『ファンタジー〈幻想曲〉』                |
|   | ピロピロ体操                 |                                            | 高田文夫     | アキレス・ダミゴス | 1993年7月                                         |
|   | かつおぶしだよ人生は         | 加藤清史郎                                 | 高田ひろお   |                    | 佐瀬自身も「アンクル☆させ」として参加）           |
|   | ラブリーボーイはみかん色     | 江藤博利&林寛子                            | 林寛子       |                    |                                                   |
|   | カラパナ・ルナ               | 西城秀樹                                   | ちあき哲也   |                    |                                                   |
|   | タマチャン音頭               | 矢野かおり                                 | 中山のぼる   |                    | 2003年6月                                         |
|   | タマチャンサンタが街をゆく   | 矢野かおり                                 | 中山のぼる   |                    | 2003年12月                                        |
|   | 余談ですけど「愛してる」     | 林家ペー                                   | 高田文夫     | 佐瀬寿一           | 2008年11月                                        |
|   | そして高座                   | 林家ペー                                   | 高田文夫     | 佐瀬寿一           | 2008年11月                                        |
|   | 日本列島やり直し音頭         | 西方裕之                                   | 高田文夫     | 伊戸のりお         | 2012年1月                                         |
|   | 恋のあんぽんたん・昭和篇     | 西方裕之                                   | 高田文夫     | 伊戸のりお         | 2012年1月                                         |
|   | おやじのたそがれ             | 西方裕之                                   | 高田文夫     | 伊戸のりお         | 2014年10月                                        |
|   | 恋はテッペンペン             | 西方裕之                                   | 高田文夫     | 伊戸のりお         | 2014年10月                                        |
|   | ビギン・ザ・ギンザ           | U字工事                                    | 高田文夫     | 矢田部正           | 2018年6月                                         |
|   | 東京右側ドゥワップ小僧       | U字工事                                    | 高田文夫     | 矢田部正           | 2018年6月                                         |
|   | 日本列島やり直し音頭二〇二〇 |                                            | 高田文夫     | 切腹ピストルズ     | 2020年7月                                         |

### 茅蔵人名義
|   | タイトル               | 歌手                                                   | 作詞       | 編曲 | 備考           |
| - | ---------------------- | ------------------------------------------------------ | ---------- | ---- | -------------- |
|   | 領収書                 | パワーズ                                               | 塩沢彰光   |      |                |
|   | 領収書'99              | Le・シート                                             | 高田文夫   |      | 上記の替え歌。 |
|   | もっと動いて           | 畑中葉子                                               | 豊兵衛     |      |                |
|   | トライダーG7のテーマ   | たいらいさお                                           | 伊藤アキラ |      |                |
| * | おふろのかぞえうた     | ビックリ・エレクトリック・カンパニー（佐瀬自身の変名） | 高田ひろお |      |                |
|   | ジョキジョキ・テーラー | キド・アイ                                             | 高田ひろお |      |                |